# Aghbolagh-e Olja
Aghbolagh-e Olja – wieś w Iranie, w ostanie Azerbejdżan Zachodni, w szahrestanie Takab. W 2006 roku liczyła 320 mieszkańców.